# Renée Eykens
Renée Eykens (née le 8 juin 1996 à Brasschaat) est une athlète belge, spécialiste du demi-fond.

## Carrière
En juin 2015, elle finit troisième de sa ligue au 800 m lors des Championnats d'Europe par équipes, en battant le record national junior en 2 min 2 s 80. Elle améliore ensuite son record sur la distance à 2 min 2 s 55 à Mannheim, avant de remporter le titre de championne d'Europe junior à Eskilstuna. Le 17 août 2016, elle porte son record personnel sur 800 m à 2 min 0 s 00 à Rio de Janeiro lors des séries du 800 m des Jeux olympiques de 2016, mais ne parvient pas à se qualifier.
En 2019, elle termine à la 4e place du 800 m des championnats d'Europe en salle à Glasgow.

## Palmarès
| Date | Compétition                       | Lieu             | Résultat | Epreuve | Temps        |
| ---- | --------------------------------- | ---------------- | -------- | ------- | ------------ |
| 2013 | Championnats du monde cadets      | Donetsk          | 6e       | 800 m   | 2 min 7 s 70 |
| 2015 | Championnats d'Europe juniors     | Eskilstuna       | 1re      | 800 m   | 2 min 2 s 83 |
| 2017 | Championnats d'Europe espoirs     | Bydgoszcz        | 1re      | 800 m   | 2 min 4 s 73 |
| 2019 | Championnats d'Europe en salle    | Glasgow          | 4e       | 800 m   | 2 min 3 s 32 |
| 2019 | Universiade                       | Naples           | 6e       | 800 m   | 2 min 2 s 71 |
| 2019 | Championnats d'Europe par équipes | Sandnes          | 2e       | 800 m   | 2 min 5 s 24 |
| 2019 | Ligue de diamant                  | Ligue de diamant | 8e       | 800 m   | 2 min 3 s 20 |

## Records
| Épreuve | Épreuve   | Temps         | Lieu           | Date            |
| ------- | --------- | ------------- | -------------- | --------------- |
| 800 m   | Plein air | 2 min 00 s 00 | Rio de Janeiro | 17 août 2016    |
| 800 m   | En salle  | 2 min 02 s 15 | Birmingham     | 16 février 2019 |